# Sankt Boris og Sankt Gleb Katedral (Daugavpils)
Sankt Boris og Sankt Gleb Katedralen (russisk: Борисоглебский собор, lettisk: Svēto Borisa un Gļeba pareizticīgo katedrāle) er den centrale lettisk-ortodokse kirke i Daugavpils i det syd-østlige Letland. Kirken kan rumme 5.000 personer og er den største ortodokse kirkebygning i Letland..

## Historie
En tidligere kirke blev opført på stedet for katedralen i 1866 efter befaling af Konstantin von Kaufman, generalguvernøren for det Nordvestlige Kraj, for at imødekomme den lokale garnisons behov. Kirken blev konsekreret til Konstantin den Stores og hans moder Helenas ære. Kirken blev vanligvis omtalt som Jernkirken (russisk: Железная церковь, lettisk: Dzelzs baznīca) på grund af eksteriørets beklædning. Efter en beslutning om at opføre en garnisons-katedral på samme sted, blev den tidligere skilt ad og genopført i Tsargrad (i dag Jersika), hvor den stadig står. Den nuværende katedral blev opført 1904–05 og blev finansieret af militæret. Kirken blev konsekreret den 25. juli 1905 til helgenerne Boris og Gleb samt Sankt Aleksijs ære.

## Arkitektur
Katedralen opførtes i nyrussisk stil. Det er en murstenskirke med tre gange, hvis grundplan danner en aflang firkant med et polygonalt apsis og ligner et skib. Katedralen har ti tårne med forgyldte kupler. Interiøret omfatter væg- og loftsmalerier.
Det er blevet antydet, at ikonerne på ikonostaserne udført i egetræ i katedralen er kopier af Viktor Vasnetsovs værker i Vladimirkatedralen i Kyiv.

## Fodnoter
1. ↑  Fuldstændig titiel: Даугавпилсский православный кафедральный собор святых благоверных князей Бориса и Глеба